# Comuna Mojkovac
Comuna Mojkovac (în muntenegreană Opština Mojkovac) este o diviziune administrativă de ordinul întâi din Muntenegru. Reședința sa este orașul Mojkovac.